# Édouard Artigas
Édouard José Artigas (* 26. Februar 1906 in Paris; † 25. Februar 2001 in Antibes) war ein französischer Degenfechter.

## Erfolge
Édouard Artigas wurde 1947 in Lissabon sowohl im Einzel- als auch im Mannschaftswettbewerb Weltmeister, zudem gewann er mit der Mannschaft 1937 in Paris, 1953 in Brüssel und 1955 in Rom Silber. Bei den Olympischen Spielen 1948 in London erreichte er mit der französischen Equipe im Mannschaftswettbewerb die Finalrunde, die Frankreich ungeschlagen auf dem ersten Platz abschloss. Neben Artigas wurden Maurice Huet, Henri Lepage, Marcel Desprets, Henri Guérin und Michel Pécheux somit Olympiasieger.